# Cięcie poślizgowe
Cięcie poślizgowe – technika fryzjerska. Przy posługiwaniu się tą metodą fryzjer prowadzi otwarte nożyczki ruchem ślizgowym po powierzchni włosa. Włosy opadają przy tym swobodnie albo są bardzo delikatnie podtrzymywane ręką lub grzebieniem.  Nazwa tej techniki w języku angielskim pochodzi od słowa slice, co oznacza między innymi skrawać.
Cechy:
- cięcie poślizgowe dodaje uczesaniu dynamiki i ekspresji;
- wprowadza do uczesania różne długości: włosy krótkie, długie i pośrednie;
- powoduje, że włosy nabierają sprężystości;
- metody tej można używać przy włosach suchych i mokrych;
- stopień rozwarcia nożyczek determinuje stopień cieniowania, a co za tym idzie, dynamikę całej fryzury.